# Darfur (Minnesota)
Darfur – miasto w Stanach Zjednoczonych, w stanie Minnesota, w hrabstwie Watonwan.